# قویاندی
قویاندی (قزاقی: Қоянды) یک شهرک در استان قراغندی کشور قزاقستان است.